# Mistrovství světa v zápasu řecko-římském 1990
Mistrovství světa v zápasu řecko-římském proběhlo v Římě, Itálie v roce 1990.

## Výsledky
| Kategorie | Podrobnosti | Zlato                      | Stříbro                   | Bronz                   |
| --------- | ----------- | -------------------------- | ------------------------- | ----------------------- |
| -48 kg    | podrobně    | Oleh Kučerenko (URS)       | Rajko Marinov (BUL)       | Jasuiči Ebina (JPN)     |
| -52 kg    | podrobně    | Alexandr Ignatěnko (URS)   | An Han-pong (KOR)         | Bratan Cenov (BUL)      |
| -57 kg    | podrobně    | Rifat Jildiz (FRG)         | Alexandr Šestakov (URS)   | Patrice Mourier (FRA)   |
| -62 kg    | podrobně    | Mario Olivera (CUB)        | Gennadij Atmakin (URS)    | Ryszard Wolny (POL)     |
| -68 kg    | podrobně    | Islam Dugučijev (URS)      | Jannis Zamanduridis (FRG) | Attila Repka (HUN)      |
| -74 kg    | podrobně    | Mnacakan Iskandarjan (URS) | Dobri Ivanov (BUL)        | Željko Trajković (YUG)  |
| -82 kg    | podrobně    | Péter Farkas (HUN)         | Michail Mamijašvili (URS) | Goran Kasum (YUG)       |
| -90 kg    | podrobně    | Maik Bullmann (GDR)        | Harri Koskela (FIN)       | Vjačeslav Olijnyk (URS) |
| -100 kg   | podrobně    | Sergej Děmjaškevič (URS)   | Sándor Major (HUN)        | Dušan Masár (TCH)       |
| -130 kg   | podrobně    | Alexandr Karelin (URS)     | Tomas Johansson (SWE)     | Rangel Gerovski (BUL)   |